# Ротшильд, Майер Карл фон
Майер Карл фон Ротшильд (нем. Mayer Carl von Rothschild; 5 августа 1820, Франкфурт-на-Майне — 16 октября 1886, Франкфурт-на-Майне) — немецкий банкир и политик из семейства Ротшильдов, барон.

## Биография
Майер Карл — старший из четырёх сыновей Карла Майера Ротшильда, четвёртого из пяти сыновей основателя династии Ротшильдов Майера Амшеля, и его супруги Аделаиды. Получил образование в нескольких филиалах Дома Ротшильдов в Европе, также изучал юриспруденцию в Гёттингенском и Берлинском университетах. С 1843 года служил в главном отделении банка во Франкфурте, а после смерти отца и дяди возглавил его в 1855 году вместе с младшим братом Вильгельмом Карлом.
в 1842 году Майер Карл Ротшильд женился на Луизе Ротшильд (1820—1894), дочери его лондонского дяди Натана Майера Ротшильда. У супругов родилось семеро дочерей, три из которых вышли замуж за членов семьи Ротшильд, а две — за дворян-христиан.
Майер Карл Ротшильд входил в состав Франкфуртской торговой палаты и стал одним из учредителей Франкфуртского банка, занимал должность консула Пармы и Баварии и генерального консула Австрийской империи. В 1866 году Ротшильд входил в состав делегации на переговорах с Отто фон Бисмарком относительно льготных условий для присоединения Франкфурта к Пруссии. В 1867—1871 годах Майер Карл фон Ротшильд являлся депутатом франкфуртского городского собрания и одновременно рейхстага Северогерманского союза. В 1871 году Ротшильд стал первым евреем, вошедшим в состав Прусской палаты господ.
Ротшильд и его супруга занимались коллекционированием и благотворительностью. Их обширная библиотека на вилле Гюнтерсбург по завещанию была передана в городской библиотечный фонд. В 1843 году Майер Карл фон Ротшильд приобрёл и перестроил здание, которое известно ныне как дворец Ротшильдов. В настоящее время в нём размещается Франкфуртский еврейский музей.